# کوین گریفین (بازیکن فوتبال)
کوین گریفین (انگلیسی: Kevin Griffin؛ زادهٔ ۵ اکتبر ۱۹۵۳) بازیکن فوتبال اهل بریتانیا است.
از باشگاه‌هایی که در آن بازی کرده‌است می‌توان به باشگاه فوتبال منزفیلد تاون اشاره کرد.